# Медведково (Некоузский район)
Медведково — упразднённая в 1995 году деревня в Некоузском районе Ярославской области России.
На год упразднения входила в Веретейский сельсовет. После территория урочища стала относится в рамках административно-территориального устройства  к Веретейскому сельскому поселению Некоузского района.

## География
Деревня находится в северо-западной части области, в подзоне южной тайги, к западу от села Новый Некоуз, административного центра района.

### Климат
Климат характеризуется как умеренно континентальный, с относительно тёплым влажным летом и умеренно холодной зимой. Среднегодовая температура воздуха — +3,2 °C. Средняя температура воздуха самого холодного месяца (января) — −10,8 °C (абсолютный минимум — −46 °C); самого тёплого месяца (июля) — +18 °C (абсолютный максимум — +35 °C). Безморозный период длится около 214 дней. Годовое количество атмосферных осадков составляет 646 миллиметров, из которых большая часть (около 70 %) выпадает в тёплый период. Снежный покров держится в среднем 150 дней. Среднегодовая скорость ветра — 4,7 м/с.

## История
Официально упразднена Постановление Государственной Думы ЯО от 29.06.1995 № 67 «Об исключении из учётных данных населенных пунктов Некоузского района».

## Инфраструктура
Было развито личное подсобное хозяйство.